# Joy Fleming
Joy Fleming (nascida Erna Raad, Rockenhausen, Rhineland-Palatinate, 15 de novembro de 1944 - 27 de setembro de 2017), foi uma cantora alemã, provavelmente mais conhecida por representar a Alemanha no Festival Eurovisão da Canção 1975, com a canção "Ein Lied kann eine Brücke sein".

## História
Nascida em Rockenhausen em 1944, Fleming começou a sua carreira em 1958, e em 1968 forma o grupo musical Joy & The Hitkids, que integra até 1972.
Começou a sua carreira a solo em 1972, com o single "Neckarbrückenblues".
Em 1975, representa a Alemanha no Festival Eurovisão da Canção 1975, com a canção "Ein Lied kann eine Brücke sein" (Uma canção pode ser uma ponte) em alusão às duas alemanhas (República Federal da Alemanha e República Democrática da Alemanha) teve uma grande repercussão por ter levado uma mensagem política com referência aos dois grandes blocos da Europa (bloco capitalista e bloco comunista). Apesar da má classificação (17º lugar com 15 pontos), esta canção é tida por muitos como uma das melhores canções alemães do Festival Eurovisão da Canção.
Tentou voltar a representar a Alemanha no Festival Eurovisão da Canção em 1986, com Marc Berry, com a canção "Miteinander" (Juntos), onde ficou em 4ª lugar; em 2001, com Lesley e Brigitte Oelke, com a canção "Power of trust" (Poder da verdade), onde ficou em 2ª lugar; e em 2002, com Jambalaya, com a canção "Joy to the World" (Alegria do mundo), onde ficou em 2ª lugar.
Em 2007, lança a sua autobiografia intitulada "Meine Welt".

## Discografia

### Álbuns
- 1970 Overground (als Gruppe "Joy Unlimited")
- 1971 Schmetterlinge (als Gruppe "Joy Unlimited")
- 1973 Joy Fleming
- 1974 Joy Fleming – live
- 1974 This Is My Life
- 1975 Menschenskind
- 1976 Have a Good Time
- 1978 I Only Wanna Get Up and Dance
- 1978 The Final Thing
- 1981 Vocals and Keyboards (mit Kristian Schulze)
- 1984 Helden werden auch mal älter
- 1984 Joygeboren
- 1987 N
- 1992 Mit deinen Augen
- 1993 Sentimental Journey
- 1994 Viele Gesichter
- 1996 L'Attraction
- 1997 Butzekrampel & mehr
- 1998 Gedanken einer Frau
- 2000 Mama Joy
- 2002 Joy to the World (Joy Fleming & der Jambalaya Chor)
- 2004 Live Programm
- 2006 Winterzeit
- 2007 L’ Attraction (Remixed Re-Release)
- 2010 So bin ich

### Singles[1]
- 1967 Zweisamkeit / Das Glück dieser Welt (Joy & The Hit Kids)
- 1967 Sunshine / All The Days (Joy & The Hit Kids)
- 1967 What Can I Do Without You (Joy & The Hitkids)
- 1967 I Hold No Grudge (Joy & The Hitkids)
- 1967 You’re My Sunshine (Joy & The Hitkids)
- 1968 Daytime, Nighttime / Mr. Pseudonym (Joy & The Hitkids)
- 1968 Bla, Bla / I'm Still A Child (Joy & The Hitkids)
- 1969 Oh! Darling / Runaway (Joy & The Hitkids)
- 1969  Es war einmal /  Gold und Glück (Joy & The Hitkids / Joy Unlimited)
- 1969 Feelin’/ I Just Made Up My Mind (Joy & The Hitkids / Joy Unlimited)
- 1970 Take Me To The Pilot/ It's Not Alright (Joy Unlimited / Promo-Pressung unter dem Namen "Joy And The Hit Kids")
- 1972 Kinderhände
- 1972 Feuer
- 1972 Neckarbrückenblues
- 1973 Halbblut
- 1973 Kall, oh Kall
- 1973 Change it All
- 1974 Rocktown
- 1975 Ein Lied kann eine Brücke sein
- 1975 Bridge of Love
- 1975 Geld
- 1976 Are You Ready For Love
- 1977 Ich sing fer’s Finanzamt
- 1978 I Only Wanna Get Up And Dance
- 1979 Er ist ein Ehemann
- 1984 Dance Tonight
- 1985 Zuviel Gefühl
- 1986 Miteinander (Fleming & Berry)
- 1987 Don’t You Know
- 1987 Spür die Winterzeit (& The House Band)
- 1988 Butzekrampel
- 1988 Gypsyland
- 2001 The Power of Trust (Leslie, Joy & Brigitte)
- 2006 Since You Are Gone (Joy Fleming & Robert Zephiro Milla)